# Retrato de una bailarina
Retrato de una bailarina (título original: Portrait of a Showgirl) es un telefilme estadounidense de drama de 1982, dirigido por Steven Hilliard Stern, escrito por Bob Merrill, musicalizado por Jimmie Haskell, en la fotografía estuvo Isidore Mankofsky y los protagonistas son Lesley Ann Warren, Rita Moreno y Dianne Kay, entre otros. Este largometraje fue producido por Hamner Productions Inc. y se estrenó el 9 de abril de 1982.

## Sinopsis
Este largometraje trata acerca de la vida de tres bailarinas de la ciudad de Las Vegas, las cuales se encuentran en distintas fases de su carrera.